# Equip LoCo català
L'Equip LoCo català és un equip que forma part de les comunitats al voltant de la distribució Ubuntu de Linux. És l'equip que aplega a la comunitat catalana d'usuaris de l'Ubuntu. Les persones que en formen part són els usuaris de llengua catalana de l'Ubuntu en totes les seves variants. Els equips LoCo s'articulen al voltant de comunitats locals, i l'àmbit d'actuació de l'equip LoCo català (equip de la comunitat local) és principalment els Països Catalans, els territoris on es parla tradicionalment el català. Els participants dels equips LoCo són voluntaris partidaris del sistema operatiu Linux que ajuden altres usuaris i aprenen entre ells, al voltant del concepte de comunitat.
L'Equip LoCo català va ser aprovat el 15 de maig de 2007 per part del Consell de la Comunitat Ubuntu. Va ser el primer equip de la comunitat de l'Ubuntu abastant un àmbit lingüístic i no un àmbit estatal. A part de les activitats pròpies de l'equip, diversos membres han aparegut en el mitjans de comunicació local explicant les característiques i fent promoció de la distribució Ubuntu i del sistema operatiu Linux en general.
Els equips LoCo de l'Ubuntu realitzen diverses activitats relacionades amb aquesta distribució de Linux i donen suport al seu ús. També col·laboren amb l'informe i correcció d'errors i les traduccions si calen. L'equip LoCo català ha realitzat presentacions de les noves versions de la distribució Ubuntu de Linux cada sis mesos. En aquestes jornades es mostren també novetats sobre aplicacions de programari lliure o codi obert. L'equip va participar de la traducció al català de les diverses versions de l'Ubuntu que es van llançar cada sis mesos des de l'aparició d'aquesta distribució de Linux. A més, com moltes altres comunitats al voltant de Linux, l'equip LoCo català va realitzar nombroses reunions al canal d'IRC #ubuntu-cat de la xarxa Freenode.